# ناقل حركة مزدوج

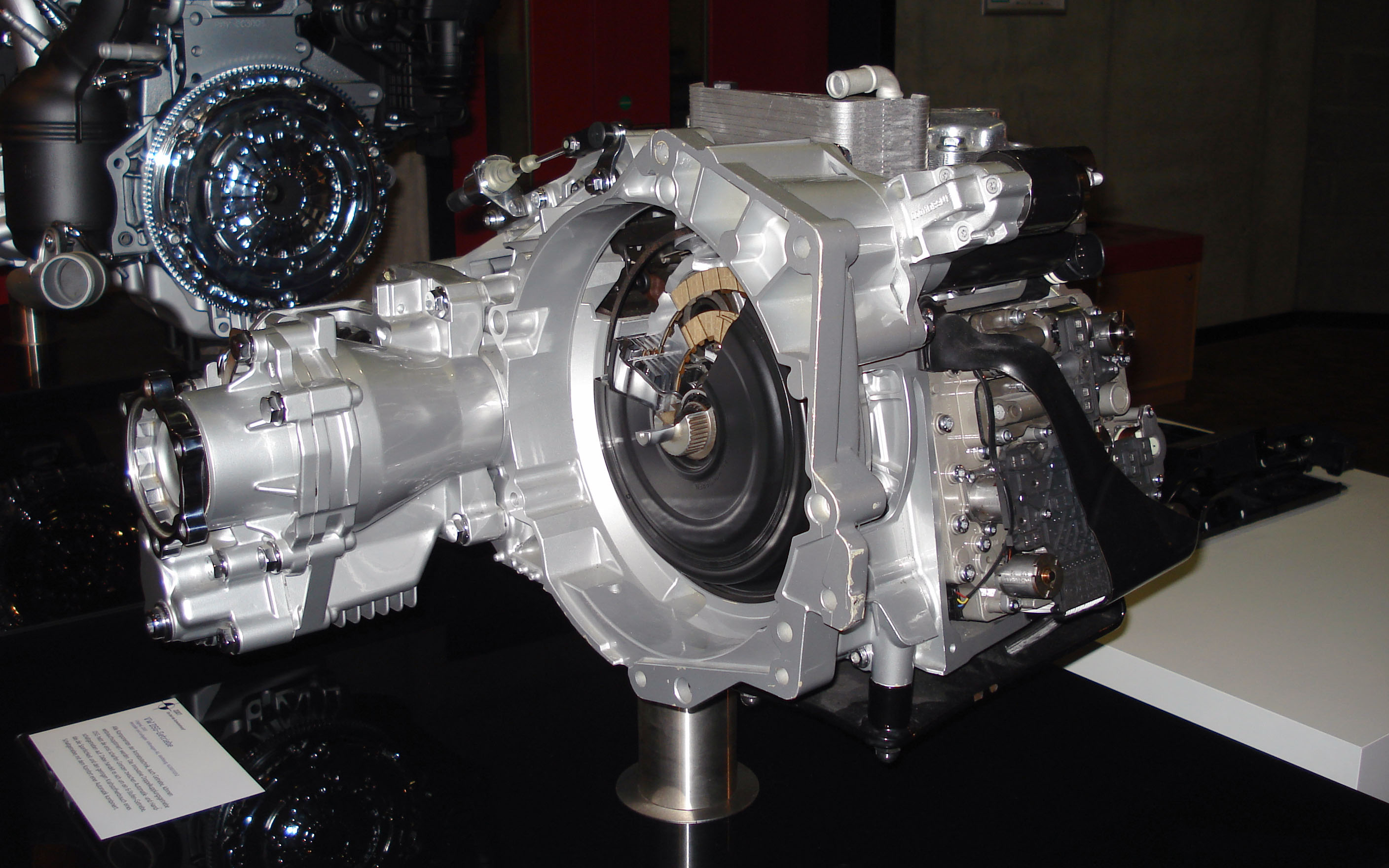
نافل حركة مزدوج من شركة فولكس واجن.

ناقل حركة مزدوج (بالإنجليزية: Dual-clutch Transmission)‏ (أو بالأدقّ ناقل حركة ذو مزدوج من مُعَشِّقَتَيـْن) في السيارات هو ناقل حركة أوتوماتيكي يستخدم جزئين ناقلين لتغيير مرحلة القيادة وبالتالي تغيير السرعة آليا. يقوم جهاز تحكم بضبط نقل الحركة تلقائيا أو يقوم قائد السيارة بذلك حسب سرعة دوران صندوق التروس.
يسمح ناقل الحركة المزدوج بتغيير السرعة من دون فصل تام للتعشيق، ففي الوقت الذي ينفصل فيه تعشيق جزء ناقل الحركة يشتبك جزؤه الآخر في التعشيق.
بعد تطوير ناقل الحركة المزدوج بدأ تنفيذه في سيارات «الفولكس واجن» في عام 2003 . وكانت شركة «بورغ وارنر» تقوم بإنتاجه وتوريده إلى شركة فولكس واجن. ومنذ عام 2008 تنتج VW ناقل حركة المزدوج ذو 7 مراحل للسيارات الصغيرة بقدرة 125 كيلوواط وعزم دوران حتى 250 نيوتن.متر.
ثم أنتجت في عام 2009 موديل آخر DQ500 خاص بالسيارات الكبيرة حتى عزم دوران 500 نيوتن.متر.

توضيح عمل ناقل الحركة المزدوج.وهو يتكون من قابضين جنبا إلى جنب.

## كيفية استخدامه
يعتبر ناقل الحركة المزدوج ناقل حركة أوتوماتيكي. وطريقة استخدامه لا تختلف عن طريقة استخدام ناقلات الحركة الأوتوماتيكية الأخرى.
يقوم قائد السيارة بنقل رافعة المراحل: عند بدء حركة السيارة، وعند الحركة إلى الخلف، وعند التوقيف وركن السيارة. أو في حالات خاصة عند السير في أحد المرحل العالية على أرضية مائلة. إلى أسفل.
وإذا أراد قائد السيارة اختيار المرحلة بنفسه فهو يقوم بالضغط على زر معين على عجلة القيادة أو تغيير وضع رافعة المراحل.

## تاريخه
قدم المخترع الفرنسي "أدولف كيغبيس" في عام 1939 والمهندس الألماني "رودولف فرانكه]] في عام 1940 براءات اختراع أولى عن نوعين من ناقل الحركة المزدوج. ولم يتناوله أحد حتى قامت شركة بورشه الألمانية بتنفيذه في الثمانينيات من القرن الماضي. وأول من اهتم به في شركة بورشه كان المهندس الميكانيكي "إمري زودفيد" في عام 1969. وأنتجت شركة بورشه النوع 919 ولكنه كان يتسبب في كثير من الرجرجة. ثم طورته شركة بورشه وأنتجت "بورشه956/962" كما أنتجت منه عدة موديلات للسباق.
وبدأ إنتاج ناقل الحركة المزدوج في شركة «فولكس فاجن» في عام 2003 . ثم انتشر استخدامه في السيارات من مختلف المصنعين في ألمانيا وفي جميع أنحاء العالم، ومنها «أودي كواترو»، ونيسان Nissan GT-R، و «هونداي» Hyundai Veloster ، وفيات، ومرسيدس بنز، وغيرها.

## وصلات خارجية
- Dual Clutch Transmission – DCT Facts
- kfztech.de, Schnitt durch ein Direktschaltgetriebe
- Pressemitteilung der Volkswagen AG: Weltweit erstes Getriebe mit Doppelkupplung im Serien-Pkw (2002)
- Audi Effizienztechnologien – S tronic Animation
- kfz-tech.de, Animiertes Getriebeschema
- kfz-tech.de, DSG
- Getriebestrukturen zwischen Automatik- und Doppelkupplungsgetrieben (PDF;403KB)
- Hybridantrieb durch Kombination mit Startergenerator
- Das 7-Gang-DSG von VW
- VDC (Variable Double Clutch) – Doppelkupplungsgetriebe für Off-Highway
- Doppelkupplung: Getriebe-Revolution aus Wolfsburg
- Motorrad-DKG